# Shontel Brown
Shontel Monique Brown, född 24 juni 1975 i Cleveland i Ohio, är en amerikansk politiker (demokrat). Hon är ledamot av USA:s representanthus sedan 2021.
Brown gick i skola i John Adams High School i Cleveland och studerade sedan vid Cuyahoga Community College.
Brown vann fyllnadsvalet till USA:s representanthus i november 2021 som hölls efter att Marcia Fudge hade avgått i mars 2021 för att tillträda som USA:s bostadsminister.